# 아시아 야구 선수권 대회
아시아 야구 선수권 대회(Asian Baseball Championship)는 아시아 야구 연맹(BFA)이 주관하는 국제 야구 대회이다. 1954년 5월 17일에 결성된 아시아 야구 연맹은 그해 12월 18일에 제1회 대회를 필리핀 마닐라에서 개최하면서 매년 가맹국에서 돌아가며 개최하기로 하였다. 그러나 1955년 제2회 대회를 일본 도쿄에서 개최하기로 했다가 일본 사정으로 필리핀 마닐라로 변경되었으며, 1956년에 대한민국 서울에서 개최하기로 했던 제3회 대회는 서울운동장의 보수 지연으로 취소되었다. 1959년부터 재개된 대회는 2년마다 한 번 개최되었으며, 1975년 대회 이후 중단되었다가 1983년부터 다시 재개되어 현재까지 열리고 있다.
제1회 대회 때는 대한민국, 일본, 중화민국, 필리핀 등 4개국이 참가했으나, 1971년 오스트레일리아, 1985년 중국, 1987년 괌과 인도, 1993년 북한이 참가하는 등 참가국의 수가 계속 변화하였다. 야구가 1992년부터 2008년까지 하계 올림픽 대회에서 정식종목이었기 때문에 아시아 야구 선수권 대회는 1991년부터 2007년까지 하계 올림픽 직전 년도에 올림픽 야구 경기 아시아 지역예선의 역할을 했다. 또한 아시아 야구 선수권 대회는 아마추어 선수들이 참가하는 대회였는데, 올림픽 지역예선의 역할을 할 때는 메달에 대한 경쟁 때문에 프로 선수들이 참가하기도 했다. 1995년 대회부터는 아시아 야구 선수권 대회 예선전인 아시안컵 야구 대회를 개최하기 시작했다.
2016년부터 23세 이하 야구 월드컵이 열리면서 아시아 지역 예선은 이 아시아 야구 선수권 대회 성적에 따라 출전권이 주어지기 시작했다.

## 역대 대회 결과
| 연도            | 결승전 개최지 |                                             | 우승                                        | 준우승                                      | 3위 |
| 1954년 세부정보 | 마닐라        | 필리핀                                      | 일본                                        | 대한민국                                    |     |
| 1955년 세부정보 | 마닐라        | 일본                                        | 중화민국                                    | 대한민국                                    |     |
| 1959년 세부정보 | 도쿄          | 일본                                        | 대한민국                                    | 중화민국                                    |     |
| 1962년 세부정보 | 타이베이      | 일본                                        | 중화민국, 대한민국 · (공동 준우승)          | 중화민국, 대한민국 · (공동 준우승)          |     |
| 1963년 세부정보 | 서울          | 대한민국                                    | 중화민국, 일본 · (공동 준우승)              | 중화민국, 일본 · (공동 준우승)              |     |
| 1965년 세부정보 | 마닐라        | 일본                                        | 대한민국                                    | 중화민국                                    |     |
| 1967년 세부정보 | 도쿄          | 일본                                        | 대한민국                                    | 중화민국                                    |     |
| 1969년 세부정보 | 타이베이      | 일본                                        | 중화민국                                    | 필리핀                                      |     |
| 1971년 세부정보 | 서울          | 대한민국                                    | 일본                                        | 필리핀                                      |     |
| 1973년 세부정보 | 마닐라        | 일본                                        | 대한민국                                    | 중화민국                                    |     |
| 1975년 세부정보 | 서울          | 대한민국                                    | 일본                                        | 오스트레일리아                              |     |
| 1983년 세부정보 | 서울          | 중화 타이베이, 일본, 대한민국 · (공동 우승) | 중화 타이베이, 일본, 대한민국 · (공동 우승) | 중화 타이베이, 일본, 대한민국 · (공동 우승) |     |
| 1985년 세부정보 | 멜버른        | 일본                                        | 중화 타이베이, 대한민국 · (공동 준우승)     | 중화 타이베이, 대한민국 · (공동 준우승)     |     |
| 1987년 세부정보 | 도쿄          | 중화 타이베이                               | 일본                                        | 대한민국                                    |     |
| 1989년 세부정보 | 서울          | 대한민국, 중화 타이베이, 일본 · (공동 우승) | 대한민국, 중화 타이베이, 일본 · (공동 우승) | 대한민국, 중화 타이베이, 일본 · (공동 우승) |     |
| 1991년 세부정보 | 베이징        | 일본                                        | 중화 타이베이                               | 대한민국                                    |     |
| 1993년 세부정보 | 퍼스          | 일본                                        | 대한민국                                    | 중화 타이베이                               |     |
| 1995년 세부정보 | 구라시키      | 일본                                        | 대한민국                                    | 중화 타이베이                               |     |
| 1997년 세부정보 | 타이베이      | 대한민국                                    | 일본                                        | 중화 타이베이                               |     |
| 1999년 세부정보 | 서울          | 대한민국                                    | 일본                                        | 중화 타이베이                               |     |
| 2001년 세부정보 | 타이베이      | 중화 타이베이                               | 대한민국                                    | 일본                                        |     |
| 2003년 세부정보 | 삿포로        | 일본                                        | 중화 타이베이                               | 대한민국                                    |     |
| 2005년 세부정보 | 미야자키      | 일본                                        | 중화 타이베이                               | 중국                                        |     |
| 2007년 세부정보 | 타이중        | 일본                                        | 대한민국                                    | 중화 타이베이                               |     |
| 2009년 세부정보 | 삿포로        | 일본                                        | 중화 타이베이                               | 대한민국                                    |     |
| 2012년 세부정보 | 타이중        | 일본                                        | 중화 타이베이                               | 대한민국                                    |     |
| 2015년 세부정보 | 타이중        | 대한민국                                    | 중화 타이베이                               | 일본                                        |     |
| 2017년 세부정보 | 신베이        | 일본                                        | 중화 타이베이                               | 대한민국                                    |     |
| 2019년 세부정보 | 타이중        | 중화 타이베이                               | 일본                                        | 중국                                        |     |
| 2023년 세부정보 | 타이베이      | 일본                                        | 중화 타이베이                               | 대한민국                                    |     |

## 메달 집계
| 순위 | 국가           | 금메달 | 은메달 | 동메달 | 합계 |
| ---- | -------------- | ------ | ------ | ------ | ---- |
| 1    | 일본           | 20     | 8      | 2      | 30   |
| 2    | 대한민국       | 8      | 10     | 9      | 27   |
| 3    | 중화 타이베이^ | 5      | 13     | 9      | 27   |
| 4    | 필리핀         | 1      | 0      | 2      | 3    |
| 5    | 중화인민공화국 | 0      | 0      | 2      | 2    |
| 6    | 오스트레일리아 | 0      | 0      | 1      | 1    |
| 합계 | 합계           | 33     | 28     | 26     | 87   |

^ = 1954년부터 1973년까지 중화민국으로 참가한 기록을 포함

## 국가별 참가 기록
| 국가    | 1954 | 1955 | 1959 | 1962 | 1963 | 1965 | 1967 | 1969 | 1971 | 1973 | 1975 | 1983 | 1985 | 1987 | 1989 | 1991 | 1993 | 1995 | 1997 | 1999 | 2001 | 2003 | 2005 | 2007 | 2009 | 2012 | 2015 | 2017 | 2019 | 2023 | 출전 |
| ------- | ---- | ---- | ---- | ---- | ---- | ---- | ---- | ---- | ---- | ---- | ---- | ---- | ---- | ---- | ---- | ---- | ---- | ---- | ---- | ---- | ---- | ---- | ---- | ---- | ---- | ---- | ---- | ---- | ---- | ---- | ---- |
| GUM     |      |      |      |      |      |      |      |      |      |      |      |      |      | 4위  | 5위  | 7위  |      |      |      |      |      |      |      |      |      |      |      |      |      |      | 3    |
| KOR     | 3위  | 3위  | 2위  | 2위  | 1위  | 2위  | 2위  | 4위  | 1위  | 2위  | 1위  | 1위  | 2위  | 3위  | 1위  | 3위  | 2위  | 2위  | 1위  | 1위  | 2위  | 3위  | 4위  | 2위  | 3위  | 3위  | 1위  | 3위  | 4위  | 3위  | 30   |
| SRI     |      |      |      |      |      |      |      |      |      |      |      |      |      |      |      |      |      |      |      |      |      |      |      |      |      |      |      | 7위  | 7위  |      | 2    |
| IND     |      |      |      |      |      |      |      |      |      |      |      |      |      | 7위  | 7위  |      |      |      |      |      |      |      |      |      |      |      |      |      |      |      | 2    |
| INA     |      |      |      |      |      |      |      |      |      |      |      |      |      |      |      |      |      |      |      |      | 5위  | 6위  |      |      | 7위  |      | 6위  |      |      |      | 4    |
| JPN     | 2위  | 1위  | 1위  | 1위  | 2위  | 1위  | 1위  | 1위  | 2위  | 1위  | 2위  | 1위  | 1위  | 2위  | 1위  | 1위  | 1위  | 1위  | 2위  | 2위  | 3위  | 1위  | 1위  | 1위  | 1위  | 1위  | 3위  | 1위  | 2위  | 1위  | 30   |
| PRK     |      |      |      |      |      |      |      |      |      |      |      |      |      |      |      |      | 6위  |      |      |      |      |      |      |      |      |      |      |      |      |      | 1    |
| CHN     |      |      |      |      |      |      |      |      |      |      |      |      | 5위  | 6위  | 4위  | 6위  | 5위  | 4위  | 4위  | 4위  |      | 4위  | 3위  |      | 4위  | 4위  | 4위  |      | 3위  |      | 14   |
| TPE     | 4위  | 2위  | 3위  | 2위  | 2위  | 3위  | 3위  | 2위  | 5위  | 3위  | 4위  | 1위  | 2위  | 1위  | 1위  | 2위  | 3위  | 3위  | 3위  | 3위  | 1위  | 2위  | 2위  | 3위  | 2위  | 2위  | 2위  | 2위  | 1위  | 2위  | 30   |
| THA     |      |      |      |      |      |      |      |      |      |      |      |      |      |      |      |      |      | 6위  | 5위  | 6위  |      |      | 6위  | 5위  | 6위  |      |      |      |      | 8위  | 7    |
| PAK     |      |      |      |      |      |      |      |      |      |      |      |      |      |      |      |      |      |      |      |      |      | 7위  |      | 7위  |      | 6위  | 5위  | 6위  | 8위  | 5위  | 7    |
| PLE     |      |      |      |      |      |      |      |      |      |      |      |      |      |      |      |      |      |      |      |      |      |      |      |      |      |      |      |      |      | 7위  | 1    |
| PHI     | 1위  | 4위  | 4위  | 4위  | 4위  | 4위  | 4위  | 3위  | 3위  | 4위  | 5위  | 5위  |      |      | 6위  | 5위  | 7위  | 5위  | 6위  | 5위  | 4위  | 5위  | 5위  | 4위  | 5위  | 5위  |      | 4위  | 5위  | 4위  | 27   |
| AUS     |      |      |      |      |      |      |      |      | 4위  | 5위  | 3위  | 4위  | 4위  | 5위  |      | 4위  | 4위  |      |      |      |      |      |      |      |      |      |      |      |      |      | 8    |
| HKG     |      |      |      |      |      |      |      |      |      |      |      |      |      |      |      |      |      |      |      |      |      |      |      | 6위  |      |      |      | 5위  | 6위  | 6위  | 4    |
| 국가 수 | 4    | 4    | 4    | 4    | 4    | 4    | 4    | 4    | 5    | 5    | 5    | 5    | 5    | 7    | 7    | 7    | 7    | 6    | 6    | 6    | 5    | 7    | 6    | 7    | 7    | 6    | 6    | 7    | 8    | 8    |      |

## 같이 보기
- 여자 야구 아시안컵
- 아시아 시리즈